# Podbielskiallee (metropolitana di Berlino)
La stazione di Podbielskiallee è una stazione della metropolitana di Berlino, sulla linea U3. È posta sotto tutela monumentale (Denkmalschutz).